# Judské hory
Judské hory (hebrejsky הרי יהודה Harej Jehuda) je pohoří v Izraeli a na Západním břehu Jordánu, které probíhá od severu (hora Ba'al Chacor) k jihu (Be'er Ševa) a tvoří předěl mezi pobřežní nížinou Šefela a Judskou pouští. Judské hory tvořily jádro Judského království a nacházejí se v nich mnohá významná města, zejména Jeruzalém.
Obvykle se Judské hory dělí na tři části:
- severní část – hory kolem města Bejt El, vrchol Ba'al Chacor (1 016 m n. m.)
- střední část – hory v okolí Jeruzaléma, které dosahují výšky 800 m n. m.
- jižní část – hory v okolí města Hebron, vrchol Har Chevron (1 026 m n. m.)

## Přírodní podmínky
V Judských horách převládá středozemní klima s ročním úhrnem srážek okolo 450 mm. Severní a jižní část hor utrpěly činností člověka – těžbou dřeva, spásáním a ohněm, a proto se na jejich svazích již nenachází větší lesní porost. Lesy (většinou uměle vysázené ve 20. století Židovským národním fondem) se nacházejí jen západně od Jeruzaléma (Jeruzalémský koridor), kde tvoří chráněné a turisticky využívané komplexy. Jde například o Les Mučedníků.
Střední část Judských hor odvodňují některé významnější sezónní i stále toky: Sorek nebo Nachal Ksalon. V jižní části jsou významnějšími toky Nachal Guvrin, Lachiš nebo Nachal Adorajim.
V Judských horách roste zejména rohovník a řečík lentišek, žijí zde gazely, šakali, prasata divoká, lišky, hyeny, zajíci a také mnohé druhy chráněných ptáků.
Východní část Judských hor leží ve srážkovém stínu, života v této oblasti proto ubývá, až nakonec přechází v Judskou poušť.

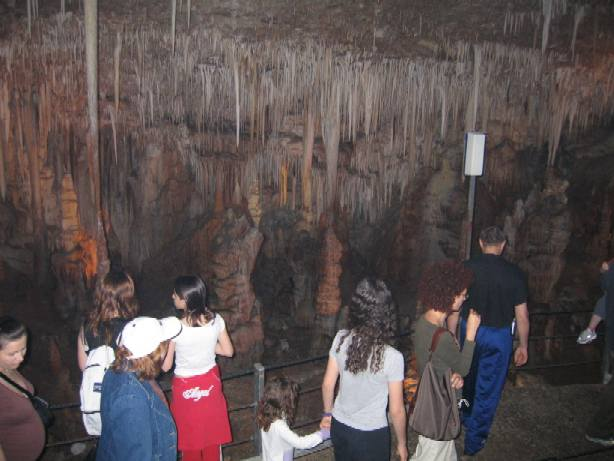
Avšalomova jeskyně
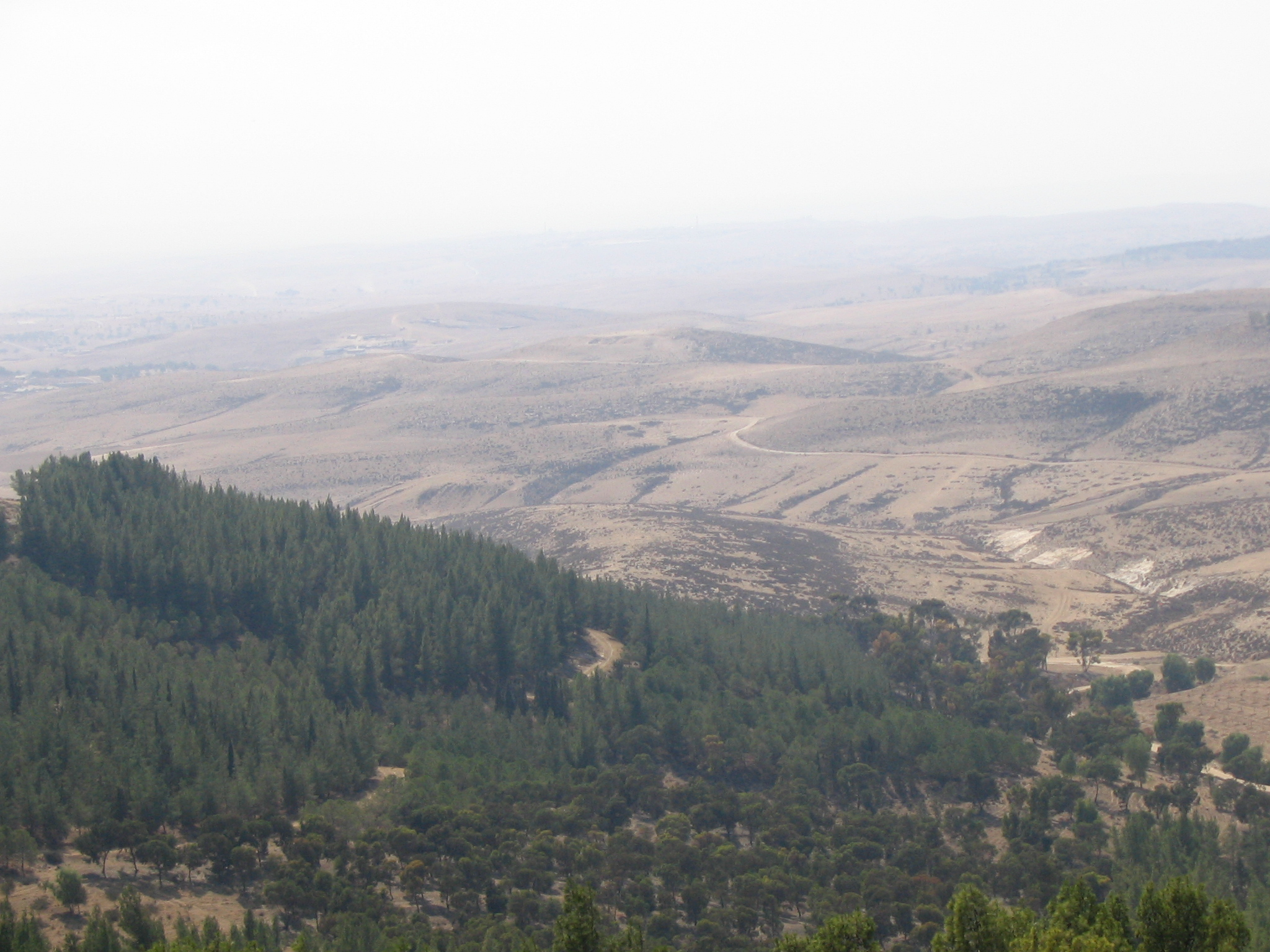
Jatirský les, uměle vysazený les na jihu Judských hor